# وليد سالم
وليد سالم سليمان سرور الجابري حارس نادي العين والمنتخب الامارتي سابقا.
حقق وليد تسع بطولات مع العين ومن بينها كاس آسيا 2003 وأيضا حقق مع المنتخب الإماراتي خليجي 18 لم يلعب وليد في هذه البطولة لكن كان الحارس الاحتياطي لماجد ناصر الذي أبدع في هذه البطولة.
من بعد خليجي 18 تراجع مستوى وليد بشكل كبير وأصبح الحارس الاحتياطي للحارس معتز عبد الله لكن في موسم 2010 معتز انتقل للوحدة وأصبح وليد أساسيا .

## وصلات خارجية
- وليد سالم على موقع ناشيونال فوتبول تيمز (الإنجليزية)
- وليد سالم على موقع كووورة

- شبكة زعيم الإمارات - صوت الأمة العيناوية على الإنترنت
- الموقع الرسمي لنادي العين
- صفحة اللاعب في موقع كورة